# George Murphy
George Lloyd Murphy – amerykański tancerz, aktor i polityk. W latach 1965–1971 reprezentował stan Kalifornia w Senacie Stanów Zjednoczonych (1. Klasa), członek Partii Republikańskiej. W 1939 gospodarz programu radiowego The Screen Guild Theater.

## Wybrana filmografia
- 1937: Broadway Melody of 1938
- 1940: Broadway Melody of 1940
- 1949: Pole bitwy